# Захаркин, Иван Григорьевич
Ива́н Григо́рьевич Заха́ркин (25 января 1889 — 15 октября 1944) — советский военачальник, генерал-полковник (1943).

## Биография
Родился в селе Тюрино ныне Шацкого района Рязанской области в крестьянской семье. С 1902 года работал плотником и столяром в Новочеркасске, Ростове-на-Дону, Таганроге и других городах юга России.
В Русской императорской армии с ноября 1910 года, служил рядовым и старшим унтер-офицером 1-го лейб-гренадерского Екатеринославского полка в Москве. После демобилизации в марте 1914 года снова нанялся рабочим в Новочеркасске.
Участник Первой мировой войны, с августа 1914 года воевал на Юго-Западном фронте в Галиции (ныне Западная Украина) в должности старшего унтер-офицера 207-го пехотного Новобаязетского полка. 4 (17) октября 1914 года был ранен разрывной пулей в бою у сел Синява, Ивачев Горишний (ныне Тернопольская область). В 1915 году, находясь в военном госпитале близ города Брянск, сдал экстерном курс средних учебных заведений "на правах вольноопределяющегося II разряда", после чего зачислен в 3-ю Московскую школу прапорщиков, которую окончил в феврале 1916 года. С ноября 1916 до февраля 1918 года снова воевал на Юго-Западном фронте в должностях младшего офицера роты, начальника пулеметной команды 61-го пехотного Владимирского полка. В сентябре 1917 года И. Г. Захаркину присвоен воинский чин поручик, в начале ноября 1917 года он награждён Георгиевским крестом 4-й степени. В феврале 1918 года направлен в Москву выборным представителем своего полка "для переговоров".
В Красную Армию вступил добровольцем в мае 1918 года. В Гражданскую войну И. Г. Захаркин с июня 1918 года воевал на Южном фронте, на верхнем Дону в должностях командира батальона, 4-го Московского советского пехотного полка, врио командира Московской особой советской стрелковой бригады. В ноябре был тяжело ранен в бою под городом Новохопёрск и выбыл с фронта в Москву.
В 1921 году окончил Военную академию РККА. В 1920-х годах И. Г. Захаркин — начальник оперативного управления штаба Витебского района Западного фронта, начальник оперативного отдела штаба Северо-Кавказского военного округа, командир 66-го стрелкового полка в городе Краснодар, начальник отдела боевой подготовки штаба Приволжского военного округа, начальник пехотной школы младшего комсостава в городе Ульяновск. В 1928 году окончил Курсы усовершенствования высшего начальствующего состава при Военной академии имени М. В. Фрунзе (заочно), в 1930 году — Курсы подготовки командиров-единоначальников при Военно-политической академии. С апреля 1930 года — командир и комиссар 64-й стрелковой дивизии, с ноября 1931 года — преподаватель, руководитель кафедры общей тактики, начальник курса Военной академии имени М. В. Фрунзе. С июля 1937 года — начальник штаба Киевского военного округа, с мая 1938 года — начальник штаба Харьковского военного округа, в июле 1938 - июле 1941 года — заместитель командующего войсками Московского военного округа. Депутат Верховного Совета УССР 1-го созыва (с 1938 года), одновременно депутат Моссовета (с 1939 года).
В 1939 году принимал участие в Польском походе РККА в должности командующего 10-й армией. 4 июня 1940 года, после установления в РККА генеральских званий, И. Г. Захаркину присвоено звание генерал-лейтенант.
В начале Великой Отечественной войны И. Г. Захаркин исполнял обязанности начальника гарнизона г. Москвы. С 30 июля 1941 года — командующий войсками 43-й армии Резервного фронта, с 9 августа — командующий войсками 49-й армии Резервного фронта (с 13 октября — в составе Западного фронта). Соединения 49-й армии под командованием И. Г. Захаркина строили Вяземскую оборонительную линию, затем были переброшены под Калугу и отличились в Можайско-Малоярославецкой оборонительной операции. В конце октября 1941 года армия остановила наступление 13-го армейского корпуса противника на рубеже Серпухов — Суходол, 14 декабря перешла в контрнаступление и освободила города Алексин, Таруса, Кондрово.
Об ожесточенных боях в Малоярославецком направлении писал корреспондент "Комсомольской правды" С. Любимов: 
...части командира Захаркина...шаг за шагом продвигаясь вперед, заняли станцию Т. и после ожесточенных боев выбили немцев из деревни В...
Генерал И. Г. Захаркин умело руководил войсками в Калужской и Ржевско-Вяземской наступательных операциях. В ходе Ржевско-Вяземской стратегической операции (1942) войска 49-й армии освободили город Юхнов и в апреле 1942 года вышли на рубеж рек Угра и Ресса западнее Юхнова. В марте 1943 года армия под командованием И. Г. Захаркина участвовала в Ржевско-Вяземской наступательной операции (1943) и продвинулась до города Спас-Деменск.
С 3 июня 1943 года И.Г. Захаркин — заместитель командующего войсками Центрального фронта (с октября 1943 года — Белорусский фронт, с февраля 1944 года — 1-й Белорусский фронт). Принимал участие в организации и проведении Курской битвы, Черниговско-Припятской, Гомельско-Речицкой и Рогачёвско-Жлобинской наступательных операций. Большую часть времени проводил на переднем крае, контролируя и координируя боевые действия соединений фронта. 18 сентября 1943 года ему присвоено звание генерал-полковник. С 23 марта 1944 года — командующий войсками Одесского военного округа, расположенного на прифронтовой территории.
Погиб 15 октября 1944 года под Одессой в автомобильной катастрофе во время служебной поездки. Похоронен в городе Одессе на Втором Христианском кладбище.

## Воинские чины и звания
- Рядовой (гренадер) — 1(14).03.1911
- Ефрейтор — 1(14).12.1911
- Младший унтер-офицер — 7(20).05.1912
- Старший унтер-офицер — 6(19).08.1912
- Прапорщик — 14(27).02.1916
- Подпоручик — 06.1917
- Поручик — 09.1917
- Комбриг — 5.12.1935[2]
- Комдив — 17.02.1938[3]
- Комкор — 9.02.1939[4]
- Командарм 2-го ранга — 5.12.1939[5]
- Генерал-лейтенант — 4.06.1940[6]
- Генерал-полковник — 18.09.1943[7]

## Память
В городе Серпухов имя И. Г. Захаркина носит одна из улиц, установлен его бюст. В городе Кремёнки Калужской области установлена стела памяти полководца, его именем названы городской парк и школа № 2.

## Награды
- Георгиевский крест 4-й степени (4.11.1917)
- Четыре ордена Красного Знамени (7.12.1933, 22.02.1941, 2.01.1942, 27.08.1943)
- Орден Суворова II степени — Указом Президиума Верховного Совета СССР «О награждении орденами Суворова, Кутузова и Богдана Хмельницкого генералов и офицерского состава Красной Армии» от 15 января 1944 года[9]
- Орден Красной Звезды (22.02.1938)
- Медаль «XX лет РККА» (22.02.1938)
- Медаль «За оборону Москвы» (1.09.1944)